# جورج أوليري
جورج أوليري (بالإنجليزية: George O'Leary)‏ هو مدير فني أمريكي، ولد في 17 أغسطس 1946 في نيويورك في الولايات المتحدة.

## وصلات خارجية
- جورج أوليري على موقع إن إن دي بي (الإنجليزية)